# جسیکا گومز
جسیکا گومز (به انگلیسی: Jessica Gomes) (زاده ۲۵ سپتامبر ۱۹۸۴ مدل استرالیایی است.

## زندگی شخصی
او دختر یک پدر پرتغالی ، به نام جو گومس ، و یک مادر سنگاپوری ، به نام جنی است.